# Empis poplitea
Empis poplitea är en tvåvingeart som beskrevs av Friedrich Hermann Loew 1863. Empis poplitea ingår i släktet Empis och familjen dansflugor. Inga underarter finns listade i Catalogue of Life.